# Zac Boyer
Zac Boyer (Kanada, Északnyugati területek, Inuvik, 1971. október 25. –) profi jégkorongozó.

## Karrier
Komolyabb junior karrierjét a WHL-es Kamloops Blazersben kezdte 1988-ban és 1992-ig szerepelt ebben a ligában. A WHL-ben eltöltött négy év során kétszer volt neki 100+ pontos szezonja. 1992-ben megnyerték a Memorial-kupát az ő győztes góljával. A Chicago Blackhawks választotta őt ki az 1991-es NHL-drafton a negyedik kör 88. helyén. Felnőtt pályafutását az IHL-es Indianapolis Ice csapatában kezdte. Ebben a csapatban 1992–1994 között játszott. 1994-ben egy mérkőzésen bemutatkozott az NHL-es Dallas Starsban majd lekerült az IHL-es Kalamazoo Wingsbe. A következő szezonban két mérkőzést játszhatott az Dallasban de ezután soha többé nem került az NHL közelébe. Az idényt az IHL-es Michigan K-Wingsben fejezte be.
Az 1996–1997-es szezont végigjátszotta az IHL-es Orlando Solar Bearsben. 1997–1998 között Európában játszott. Megfordult a svájci, a német és az osztrák ligában. 1998–1999-ben visszatért Amerikába az IHL-es Houston Aerosba. A szezon vége felé súlyos fejsérülést szenvedett és ezért a következő teljes szezont is ki kellett hagynia.
2000-ben visszatért és a WCHL-es Colorado Gold Kingsben töltött el két idényt ahol jól játszott majd a következő évben az ACHL-es Orlando Sealsben játszott és a szezon végén visszavonult a játéktól. 2003–2004-ben egy szezon erejéig edzősködött: a WHA2-es Miami Manatees edzője lett és bevezette a csapatot a rájátszásba ahol az első körben búcsúztak.

## Díjai
- Ed Chynoweth-kupa: 1992
- Memorial-kupa: 1992
- WCHL Második All-Star Csapat: 2002